# آیدین‌کوی (آردانوچ)
آیدین‌کوی (به ترکی استانبولی: Aydınköy) یک منطقهٔ مسکونی در ترکیه است که در آردانوچ واقع شده‌است. آیدین‌کوی ۴۶۹ نفر جمعیت دارد.